# Tạp chí khiêu dâm

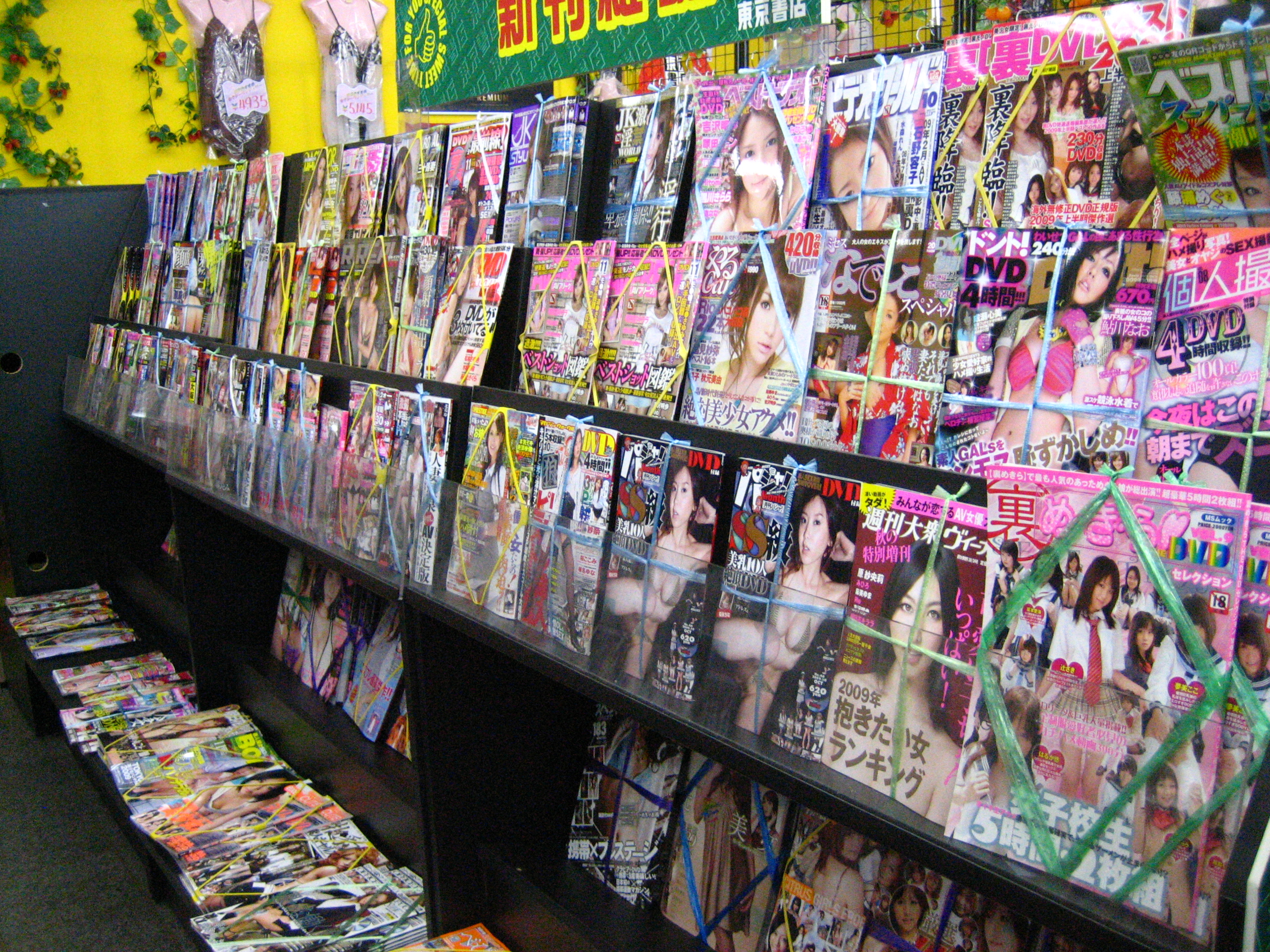
Những cuốn tạp chí khiêu dâm được bày bán tại một cửa hàng ở Nhật Bản. Ảnh chụp năm 2009.

Tạp chí khiêu dâm (tiếng Anh: pornographic magazine / erotic magazine), hay còn gọi là tạp chí người lớn (adult magazine) hay tạp chí sex (sex magazine), là những cuốn tạp chí có chứa nội dung về bản năng tình dục một cách trần trụi.

## Tại Việt Nam

### Những năm 1960-1970
Đầu năm 1965, quân đội Mỹ có mặt ở miền Nam Việt Nam lên đến 167.000 người và quân viện tròm trèm con số 200 triệu đô la Mỹ. Nền kinh tế dựa vào viện trợ chiến tranh trở nên phồn thịnh bất ngờ kéo theo hàng loạt hệ lụy. Đặc biệt phát triển và nhanh chóng trở thành phễu hút đô-la của lính Mỹ chính là các snackbar và nghề mại dâm.
Ban đầu, mặc dù những nhân viên được gọi bằng cụm mỹ từ “chiêu đãi viên” là người Á Đông thuần túy, nhưng ảnh mát mẻ mang ra tiếp thị vẫn là của các cô người mẫu đến từ Penthouse, Playboy, Lui... Tuy nhiên, lính Mỹ không thích điều này, dẫn đến các cô gái chiêu đãi viên đổ xô đi chụp hình khiêu dâm để tiếp thị. Phong trào chụp ảnh sex theo kiểu dung tục và có tính thương mại xuất hiện ở miền Nam kể từ đây.
Năm 1974, khi Hoa Kỳ đã rút quân, một tờ tạp chí khiêu dâm "made in Vietnam" ra đời. Ảnh sex được thu thập bởi một tay đầu nậu là L.T.H. - ông trùm ngành in ấn - được chế bản, in offset tại Chợ Lớn rồi đóng thùng chuyển đến Hồng Kông. Sau đó, qua kênh trung gian của một sĩ quan cấp tướng, tạp chí này lại được chuyển về Sài Gòn bằng đường hàng không. Lý do của việc chuyển ấn phẩm khiêu dâm một cách lòng vòng như thế, đó là vì Hoàng Đức Nhã, ông trùm thông tin tuyên truyền của Việt Nam Cộng hòa, đã không bằng lòng và tuyên bố không chấp nhận thứ đồi trụy đó lại có xuất xứ ở miền Nam. Tuy nhiên, những vũ nữ sexy nổi tiếng ở Sài Gòn khi ấy đều có mặt trong cuốn tạp chí với những album “trời đỡ” thì việc né tránh của tổng trưởng họ Hoàng xem như thừa. Nhát chổi cực mạnh của Ủy ban Quân quản sau ngày 30 tháng 4 năm 1975 coi như đặt dấu chấm hết một thời văn hóa khiêu dâm của miền Nam.

### Từ 1997-nay
Những năm đầu của kỷ nguyên Internet, ảnh khiêu dâm của nước ngoài tràn vào Việt Nam với tốc độ chậm rãi. Máy vi tính "đời đầu" đọc một tấm ảnh dung lượng nhỏ mất vài chục giây và những tấm ảnh rõ nét với dung lượng lớn thì vô phương. Khi máy móc tăng dần độ tinh vi thì hình ảnh khiêu dâm càng có cơ hội phát tán. Những trang web đen tuy có lượng truy cập tăng vọt nhưng vẫn còn hạn chế vì những cơ sở Internet khá cảnh giác với các tín đồ sex. Nhưng khi máy tính xách tay và máy vi tính gia đình giá rẻ ra đời với tốc độ cao gấp hàng trăm lần máy cũ thì các web sex đồng loạt nở rộ. Tác giả đi đầu của hiện tượng chụp ảnh khiêu dâm ở Việt Nam, có lẽ phải kể đến các nhà nhiếp ảnh khi đó hãy còn thiếu sót về chuyên môn nghề nghiệp.

## Danh mục sách tham khảo
- Hanson, Dian (2004). Dian Hanson's The History of Men's Magazines vol. 1 From 1900 to Post WW II. Taschen. ISBN 978-3822822296.
- Hanson, Dian (2004). Dian Hanson's The History of Men's Magazines vol. 2 From Post-War to 1959. Taschen. ISBN 978-3822826256.
- Hanson, Dian (2005). Dian Hanson's The History of Men's Magazines vol. 3 1960's at the newsstand. Taschen. ISBN 978-3822829769.
- Hanson, Dian (2005). Dian Hanson's The History of Men's Magazines vol. 4 1960's under the counter. Taschen. ISBN 978-3822836354.
- Hanson, Dian (2005). Dian Hanson's The History of Men's Magazines vol. 5 1970's at the newsstand. Taschen. ISBN 978-3822836361.
- Hanson, Dian (2005). Dian Hanson's The History of Men's Magazines vol. 6 1970's under the counter. Taschen. ISBN 978-3822836378.
- Kimmel, Michael S. (2005). The gender of desire: essays on male sexuality. SUNY Press. ISBN 978-0-7914-6337-6.
- Pendergast, Tom (2000). Creating the Modern Man: American Magazines and Consumer Culture, 1900-1950. University of Missouri Press. ISBN 9780826262240.